# SMILF
SMILF – amerykański serial telewizyjny (komedia) wyprodukowany przez ABC Signature Studios, którego adaptacją filmu o tym samym tytule autorstwa Frankie Shaw.
Serial był emitowany od 5 listopada 2017 roku do 31 marca 2019 roku przez Showtime, natomiast w Polsce na HBO 3 od 24 listopada 2017 roku do 11 maja 2019 roku.
W marcu 2019 roku, stacja Showtime ogłosiła zakończenie produkcji serialu po dwóch sezonach.

## Fabuła
Serial opowiada o Bridgette, 20-letniej samotnej matce, która stara się pogodzić macierzyństwo z pracą i związkami.

## Obsada

### Główna
- Frankie Shaw jako Bridgette
- Miguel Gomez jako Rafi[4]
- Rosie O’Donnell jako Tutu[5]
- Samara Weaving jako Nelson Rose[6]

### Role drugoplanowe
- Alex Brightman jako Jesse[5]
- Austin Abrams jako Casey[7]
- Connie Britton jako Ally[8]
- Graham Rogers jako David[5]
- Kimberley Crossman jako Kit-Cat[9]
- Kyle Vincent Terry jako Ben[5]
- Marc Webber jako pastor Eddie
- Raven Goodwin jako Eliza[10]

## Odcinki
| Sezon | Odcinki | Oryginalna emisja w Showtime | Oryginalna emisja w Showtime | Emisja w HBO 3    | Emisja w HBO 3   | Emisja w HBO 3 |
| Sezon | Odcinki | Premiera sezonu              | Finał sezonu                 | Premiera sezonu   | Finał sezonu     |                |
| ----- | ------- | ---------------------------- | ---------------------------- | ----------------- | ---------------- | -------------- |
| 1     | 8       | 5 listopada 2017             | 31 grudnia 2017              | 24 listopada 2017 | 12 stycznia 2018 |                |
| 2     | 10      | 20 stycznia 2019             | 31 marca 2019                | 9 marca 2019      | 11 maja 2019     |                |

### Sezon 1 (2017)
| Nr | # | Tytuł                                                             | Reżyseria       | Scenariusz                     | Premiera Showtime | Premiera HBO 3    |
| -- | - | ----------------------------------------------------------------- | --------------- | ------------------------------ | ----------------- | ----------------- |
| 1  | 1 | A Box of Dunkies and Two Squirts of Maple Syrup                   | Frankie Shaw    | Frankie Shaw                   | 5 listopada 2017  | 24 listopada 2017 |
| 2  | 2 | 1,800 Filet-O-Fishes & One Small Diet Cok                         | Leslye Headland | Frankie Shaw, Emily Goldwyn    | 12 listopada 2017 | 1 grudnia 2017    |
| 3  | 3 | Half a Sheet Cake & A Blue-Raspberry Slushie                      | Leslye Headland | Jess Dweck, Frankie Shaw       | 19 listopada 2017 | 8 grudnia 2017    |
| 4  | 4 | Deep-Dish Pizza & A Shot of Holy Water                            | Leslye Headland | Karey Dornetto                 | 26 listopada 2017 | 15 grudnia 2017   |
| 5  | 5 | Run, Bridgette, Run or Forty-Eight Burnt Cupcakes & Graveyard Rum | Amy York Rubin  | Zach Strauss                   | 3 grudnia 2017    | 22 grudnia 2017   |
| 6  | 6 | Chocolate Pudding & a Cooler of Gatorade                          | Amy York Rubin  | Sarah L. Jones, Mel Shimkovitz | 10 grudnia 2017   | 29 grudnia 2017   |
| 7  | 7 | Family-Sized Popcorn & a Can of Wine                              | Frankie Shaw    | Scott King                     | 17 grudnia 2017   | 5 stycznia 2018   |
| 8  | 8 | Mark's Lunch & Two Cups of Coffee.                                | Frankie Shaw    | Frankie Shaw                   | 31 grudnia 2017   | 12 stycznia 2018  |

### Sezon 2 (2019)
| Nr | #  | Tytuł                                  | Reżyseria        | Scenariusz                                      | Premiera Showtime | Premiera HBO 3   |
| -- | -- | -------------------------------------- | ---------------- | ----------------------------------------------- | ----------------- | ---------------- |
| 9  | 1  | Shit Man, I've Literally Failed        | Frankie Shaw     | Scott King                                      | 20 stycznia 2019  | 9 marca 2019     |
| 10 | 2  | Sorry Mary, I'm Losing Faith           | Frankie Shaw     | Frankie Shaw i Rachel Leavitt                   | 27 stycznia 2019  | 16 marca 2019    |
| 11 | 3  | Single Mothers Inspire Loving Families | Frankie Shaw     | Emily Goldwyn i Jess Lamour                     | 10 lutego 2019    | 23 marca 2019    |
| 12 | 4  | So Maybe I Look Feminine               | Frankie Shaw     | Heather V. Regnier                              | 17 lutego 2019    | 30 marca 2019    |
| 13 | 5  | Single Mom in Love Forever             | Cate Shortland   | Frankie Shaw                                    | 24 lutego 2019    | 6 kwietnia 2019  |
| 14 | 6  | Should Mothers Incur Loss Financially? | Cate Shortland   | Frankie Shaw i Jessica Moore                    | 3 marca 2019      | 13 kwietnia 2019 |
| 15 | 7  | Smile More If Lying Fails              | Kerry Washington | Frankie Shaw i Thembi L. Banks & Rochée Jeffrey | 10 marca 2019     | 20 kwietnia 2019 |
| 16 | 8  | Sex Makes It Less Formal               | Cate Shortland   | Emily Goldwyn                                   | 17 marca 2019     | 27 kwietnia 2019 |
| 17 | 9  | Single Mom Is Losing Faith             | Zach Strauss     | Frankie Shaw i Zach Strauss                     | 24 marca 2019     | 4 maja 2019      |
| 18 | 10 | Single Mom is Looking (for) Family     | Cate Shortland   | Zach Strauss i Halley Feiffer                   | 31 marca 2019     | 11 maja 2019     |

## Produkcja
12 sierpnia 2016 roku, stacja Showtime zamówiła pilotowy odcinek serialu.
Pod koniec października 2016 roku, poinformowano, że w serialu wystąpi Samara Weaving jako Nelson Rose.
W kolejnym miesiącu, ogłoszono, że do obsady dołączyli: Rosie O’Donnell, Alex Brightman, Kyle Vincent Terry i Graham Rogers.
12 maja 2017 roku, stacja Showtime zamówiła pierwszy sezon serialu.
W sierpniu 2017 roku, poinformowano, że w serialu zagrają: Connie Britton jako Ally, Raven Goodwin jako Eliza, Miguel Gomez jako Rafi oraz Austin Abrams jako Casey.
We wrześniu 2017 roku, ogłoszono, że Kimberley Crossman wcieli się w rolę Kit-Cat, współlokatorki Nelson.
Pod koniec listopada 2017 roku, stacja Showtime ogłosiła zamówienie drugiego sezonu.